# 1 − 2 + 3 − 4 + ⋯

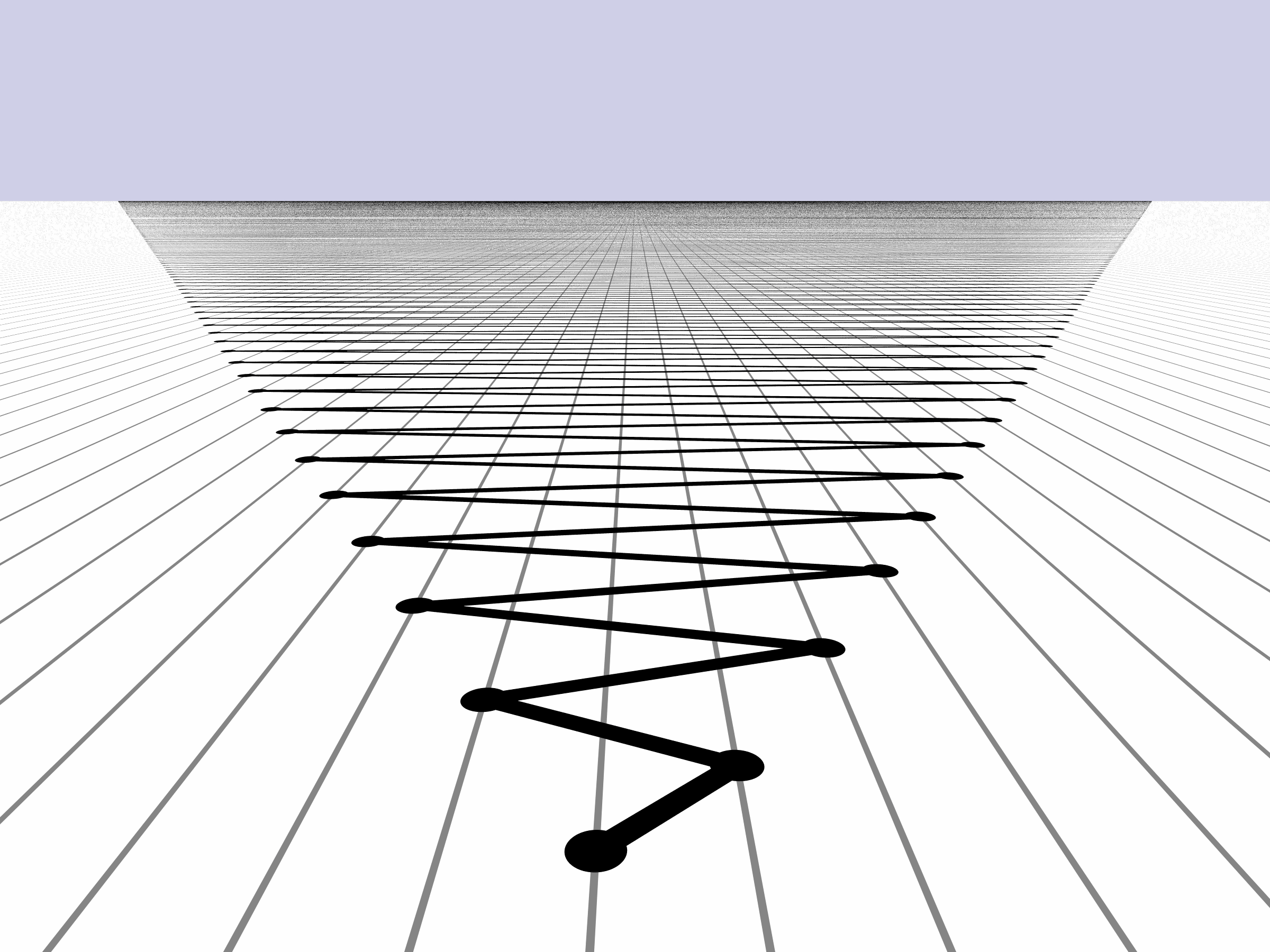
15.000 số hạng đầu tiên từ 0 + 1 - 2 + 3 - 4 +.... Trên hình, số nguyên dương được sắp xếp bên phải, số nguyên âm ở bên trái.

Trong toán học, 1 − 2 + 3 − 4 + ··· là một chuỗi vô hạn với các số hạng là những số nguyên dương liền tiếp và đan dấu với nhau. Sử dụng ký hiệu tổng sigma để biểu diễn tổng của m số hạng đầu tiên của chuỗi này:
{\displaystyle \sum _{n=1}^{m}n(-1)^{n-1}.}
Chuỗi vô hạn này phân kỳ, nghĩa là dãy các tổng hữu hạn của chuỗi số, (1, −1, 2, −2,...), không hội tụ về một giới hạn. Tuy nhiên, vào giữa thế kỷ thứ 18, Leonhard Euler đã đưa ra một phương trình nghịch lý:
{\displaystyle 1-2+3-4+\cdots ={\frac {1}{4}}.}
Cho đến mãi sau này mới có một lời giải chính xác về phương trình này.
Chuỗi 1 − 2 + 3 − 4 +... có quan hệ gần gũi với chuỗi Grandi: 1 − 1 + 1 − 1 +.... Euler đã coi hai chuỗi này là các trường hợp đặc biệt của chuỗi 1 − 2n + 3n − 4n +... với mọi n.

## Sự phân kỳ
Các số hạng của tổng (1, −2, 3, −4,...) không tiếp cận số 0, vậy nên 1 − 2 + 3 − 4 +... là một chuỗi phân kỳ. Có thể chỉ ra sự phân kỳ trên một mức độ cơ bản. Theo định nghĩa, một chuỗi vô hạn hội tụ hay phân kỳ phụ thuộc vào dãy các tổng riêng của nó hội tụ hay phân kỳ. Các tổng riêng của 1 − 2 + 3 − 4 +... là:
1 = 1;
1 − 2 = −1;
1 − 2 + 3 = 2;
1 − 2 + 3 − 4 = −2;
1 − 2 + 3 − 4 + 5 = 3;
1 − 2 + 3 − 4 + 5 − 6 = −3;
...
Dãy số này rất đáng ghi nhận vì mỗi số nguyên chỉ xuất hiện một lần—kể cả 0 nếu tính luôn tổng riêng rỗng—và qua đó củng cố ý tưởng rằng tập hợp {\displaystyle \mathbb {Z} } các số nguyên đếm được. Dãy các tổng riêng rõ ràng cho thấy chuỗi không hội tụ vào một số cụ thể nào đó, nên 1 − 2 + 3 − 4 +... phân kỳ.

## Heuristicchophép lấy tổng

### Tính ổn định và sự tuyến tính
Vì các số hạng 1, −2, 3, −4, 5, −6,... tuân theo một quy luật đơn giản, chuỗi 1 − 2 + 3 − 4 +... có thể được lợi dụng bằng cách chuyển chỗ và cộng từng số hạng để có thể cho ra kết quả là một con số. Nếu có thể viết s = 1 − 2 + 3 − 4 +... với một con số s bình thường, những bước sau củng cố ý tưởng rằng s = 1⁄4:

Cộng 4 lần 1 − 2 + 3 − 4 +..., using only shifts and term-by-term addition, cho ra kết quả bằng 1

{\displaystyle {\begin{array}{rclllll}4s&=&&(1-2+3-4+\cdots )&{}+(1-2+3-4+\cdots )&{}+(1-2+3-4+\cdots )&{}+(1-2+3-4+\cdots )\\&=&&(1-2+3-4+\cdots )&{}+1+(-2+3-4+5+\cdots )&{}+1+(-2+3-4+5+\cdots )&{}+(1-2)+(3-4+5-6\cdots )\\&=&&(1-2+3-4+\cdots )&{}+1+(-2+3-4+5+\cdots )&{}+1+(-2+3-4+5+\cdots )&{}-1+(3-4+5-6\cdots )\\&=&1+&(1-2+3-4+\cdots )&{}+(-2+3-4+5+\cdots )&{}+(-2+3-4+5+\cdots )&{}+(3-4+5-6\cdots )\\&=&1+[&(1-2-2+3)&{}+(-2+3+3-4)&{}+(3-4-4+5)&{}+(-4+5+5-6)+\cdots ]\\&=&1+[&0+0+0+0+\cdots ]\\4s&=&1\end{array}}}
Vậy {\displaystyle s={\frac {1}{4}}}.